# Charles Müller
Charles Müller (* 4. Juli 1922 in Zürich; † 3. März 2015 in Aubonne, Kanton Waadt) war ein Schweizer Diplomat, der unter anderem zwischen 1976 und 1981 Generalsekretär der Europäischen Freihandelsassoziation (EFTA) sowie im Anschluss von 1981 bis zu seinem Eintritt in den Ruhestand 1987 Botschafter in der Bundesrepublik Deutschland war.

## Leben
Müller trat in den diplomatischen Dienst und wurde 1946 Mitarbeiter im Aussenministerium, dem Eidgenössischen Politischen Departement, und kurz darauf Sekretär für das Bretton-Woods-System, die nach dem Zweiten Weltkrieg neu geschaffene internationale Währungsordnung mit Wechselkursbandbreiten. Am 1. April 1948 wurde er Volkswirtschaftlicher Mitarbeiter im Politischen Departement und danach vom 1. September 1950 bis 1955 Gesandtschaftsattaché an der Gesandtschaft in Ägypten. Danach wurde er 1955 Gesandtschaftssekretär an der Gesandtschaft in der Sowjetunion und war dort zuletzt nach der Aufwertung zur Botschaft 1957 bis zum 23. Januar 1958 als Botschaftssekretär tätig. Während dieser Zeit bekleidete er vom 23. März bis zum 2. Mai 1957 auch den Posten als Geschäftsträger ad Interim an der Botschaft in der Sowjetunion. Nach seiner Rückkehr wurde Müller am 23. Januar 1958 stellvertretender Sektionschef im Politischen Departement und nach anderen vom 12. Januar 1967 bis 1970 Botschaftsrat an der Botschaft in den USA.
Danach wurde Müller am 24. November 1970 Nachfolger von Jean-François Revilliod Botschafter in Indonesien und bekleidete diesen Posten bis zum 16. März 1973, woraufhin Max Feller sein dortiger Nachfolger wurde. Als Botschafter in Indonesien war er zugleich seit dem 7. Dezember 1970 als Vertreter der Schweiz in Kambodscha sowie seit dem 9. Juni 1971 in der Republik Vietnam akkreditiert. Während dieser Zeit vertrat er am 9. Juni 1971 auch den Bundesrat bei der Amtseinführung des Präsidenten der Republik Korea Park Chung-hee. Kurz vor seiner Rückkehr wurde er am 21. Februar 1973 zum stellvertretenden Chef der Politischen Direktion des Politischen Departements ernannt und wurde am 13. Juli 1973 in Personalunion zugleich Chef der für Europa zuständigen Politischen Abteilung I der Politischen Direktion des Politischen Departements.
Am 1. Januar 1976 löste Müller den aus Schweden stammenden Bengt Rabaeus als Generalsekretär der Europäischen Freihandelsassoziation (EFTA) ab und übte diese Funktion fünf Jahre lang bis zum 30. September 1981 aus, ehe am 1. Dezember 1981 Per Kleppe aus Norwegen neuer EFTA-Generalsekretär wurde.
Zuletzt wurde Müller am 1. Oktober 1981 Nachfolger von Michael Gelzer als Botschafter in der Bundesrepublik Deutschland und bekleidete diesen Posten bis zu seinem Eintritt in den Ruhestand am 31. Juli 1987, woraufhin Alfred Hohl sein dortiger Nachfolger wurde. Müller, der auch Kunstsammler war, engagierte sich als Mitglied im Vorstand der Genfer Fondation Baur des Musée des Arts d’Extrême-Orient.